# Paul Brusson
Pour les articles homonymes, voir Brusson.
Paul Brusson O.M.W., né à Ougrée le 29 avril 1921 et mort le 27 octobre 2011, est un résistant de la Seconde Guerre mondiale et un passeur de mémoire auprès des jeunes. Il est également le commissaire en chef de la ville de Liège.

## Biographie
Paul Brusson est né à Ougrée le 29 avril 1921 et grandit dans un milieu modeste. Il suit une formation professionnelle à l'École de chaussure de la ville de Liège et, de 1939 à 1949, travaille comme cordonnier-chausseur.
À quinze ans, il est déjà sensibilisé à la montée du Nazisme et de manière générale, de l'extrême droite en Europe. Avant la guerre, il est anti-rexiste. En 1940, comme ses camarades qui n'ont pas encore fait leur service militaire, il est appelé sous les drapeaux pour ce qui sera la Campagne des dix-huit jours. Dès l'occupation, il s'inscrit au parti socialiste clandestin et au Mouvement solidarité du Front de l'indépendance. Il distribuera des tracts, vendra des journaux de la presse clandestine, collectera des fonds et participera activement au renseignement.
Il sera arrêté par la Gestapo à Sclessin, le 28 avril 1942. Il sera tout d'abord maintenu au secret dans le Fort de Huy. Le 6 mai 1942, il est transféré au Fort de Breendonk. Le 8 mai 1942, il est transféré ainsi que 120 autres camarades au Camp de Mauthausen où ils sont immédiatement classés Nacht und Nebel. Le 16 mai 1942, il est transféré au camp double de Gusen I, il y restera jusqu'à la mi-juin 1944, date à laquelle, il sera à nouveau transféré à Mauthausen. Le 20 juin 1944, il est déporté au camp de concentration de Natzweiler. Début septembre 1944, tandis que Bruxelles vient d'être libérée, il est transféré vers Dachau puis vers son camp annexe de Allach. Il sera libéré par les troupes américaines le 30 avril 1945 mais le camp sera maintenu en quarantaine en raison d'une épidémie de typhus qui y faisait rage. Paul Brusson sera de retour à Sclessin, le 31 mai 1945.
Après la fin de la guerre, il milite pour la reconnaissance d'un statut au sein de la confédération nationale des Prisonniers Politiques ainsi que contre l'oubli des crimes de guerre. Sur le plan professionnel, il met fin à sa carrière de cordonnier et devient policier. Dès 1950, il réunit des veuves de guerres au sein d'un voyage commémoratif à Mauthausen, puis des collègues de travail.  En 1977, Paul Brusson deviendra le commissaire en chef de la ville de Liège. Il mettra toute sa pédagogie et son humanisme au service de la jeune génération accompagnant des groupes de rhétoriciens de la Province de Liège et du Luxembourg lors de pèlerinage a Mauthausen et Gusen. Une fois retraité, il perpétue ce voyage de mémoire chaque année.
Paul Brusson est également l'un des fondateurs des Territoires de la Mémoire, président de l'Union liégeoise des Prisonniers Politiques des deux guerres mondiales, de l'Amicale de Mauthausen, du comité de restauration du Fort de Huy et vice-président et membre du conseil d'administration de l'Institut national des Invalides de Guerre.
Paul Brusson meurt le 27 octobre 2011, il repose au cimetière des Grands Communaux à Ougrée .

## Distinctions
- En 1996, il reçoit la Croix d'Honneur d'Autriche[1].
- En 1997, le Rotary de Liège-sud crée la fondation Paul Brusson[1].
- En 2008, membre honoraire du Comité mémorial du Gusen
- Paul Brusson a obtenu le prix du citoyen européen de l'année 2012 à titre posthume pour son action auprès de la jeunesse[4],[5].
- En 2012, le Gouvernement wallon a élevé Paul Brusson à la distinction de  Officier du Mérite wallon (O.M.W.), à titre posthume[1].
- En 2013, à l'occasion du 50e anniversaire de sa fondation, l'athénée royal de Montegnée prend le nom d’athénée royal Paul Brusson[6].
- Citoyen d'honneur de Liège[7].

## Œuvre
- Paul Brusson, De mémoire vive, Liège, Éditions du Céfal, 2003, 202 p. (ISBN 2-87130117-4)